# Harvard Mark I

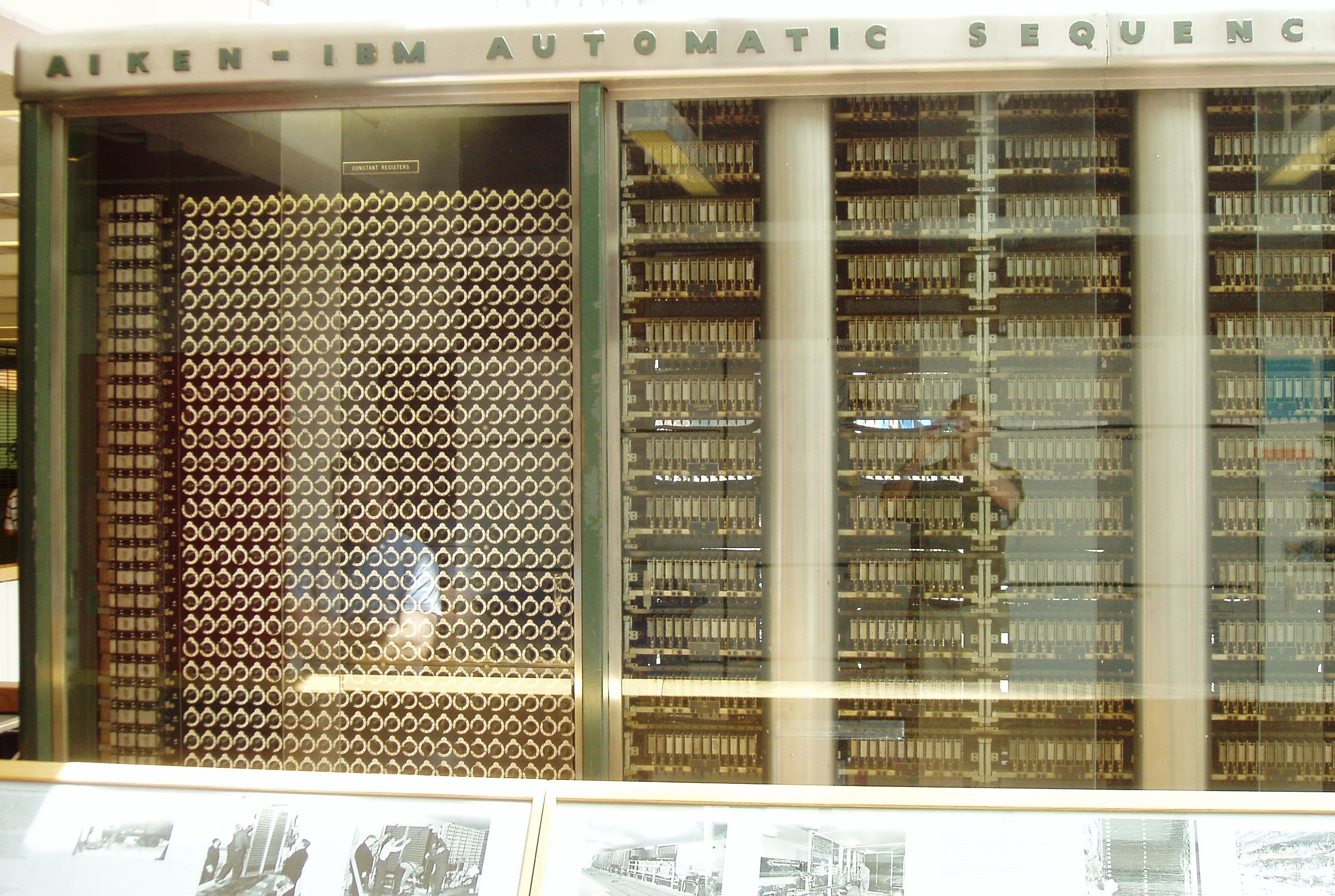
Harvard Mark I の一部（左側）

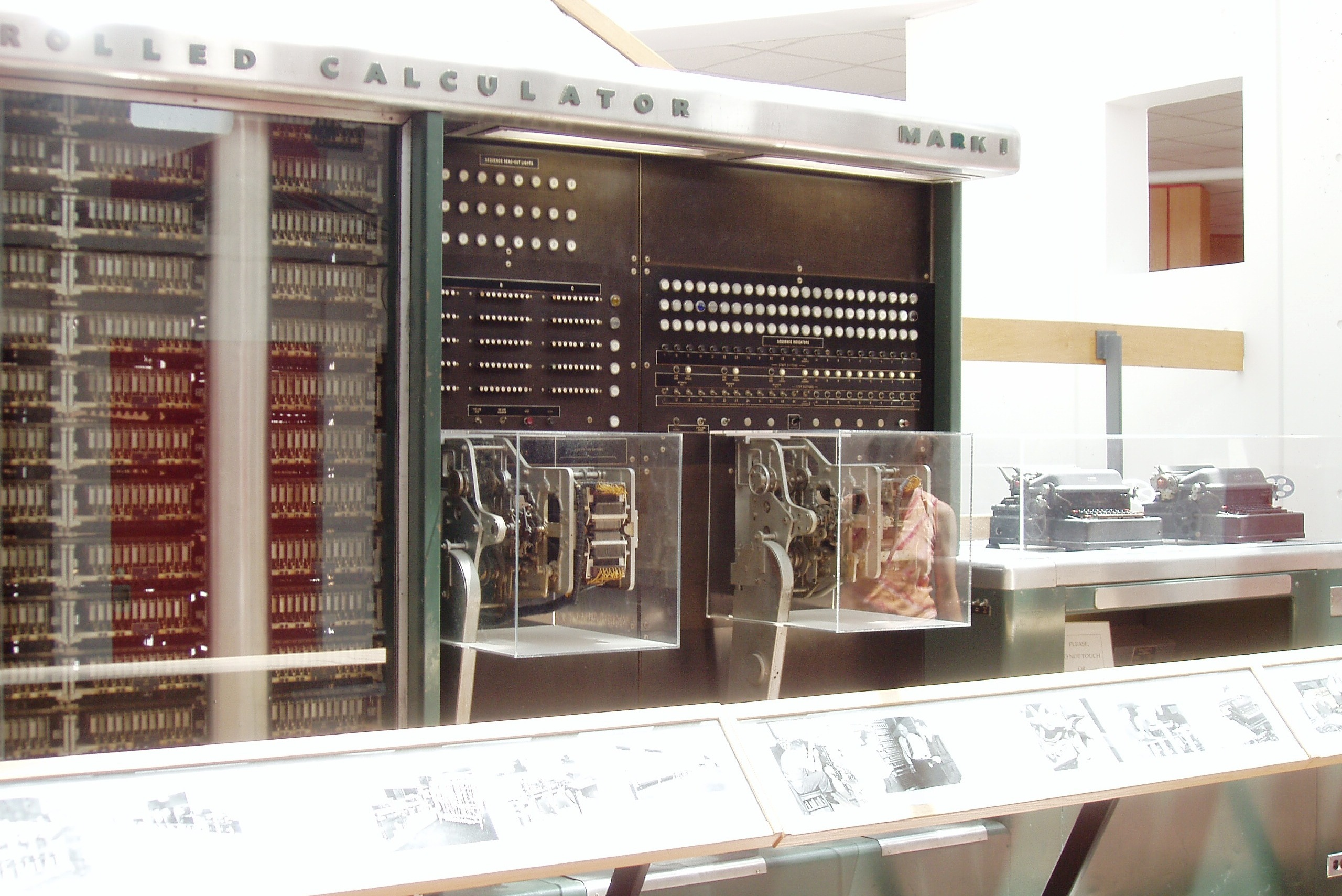
右側

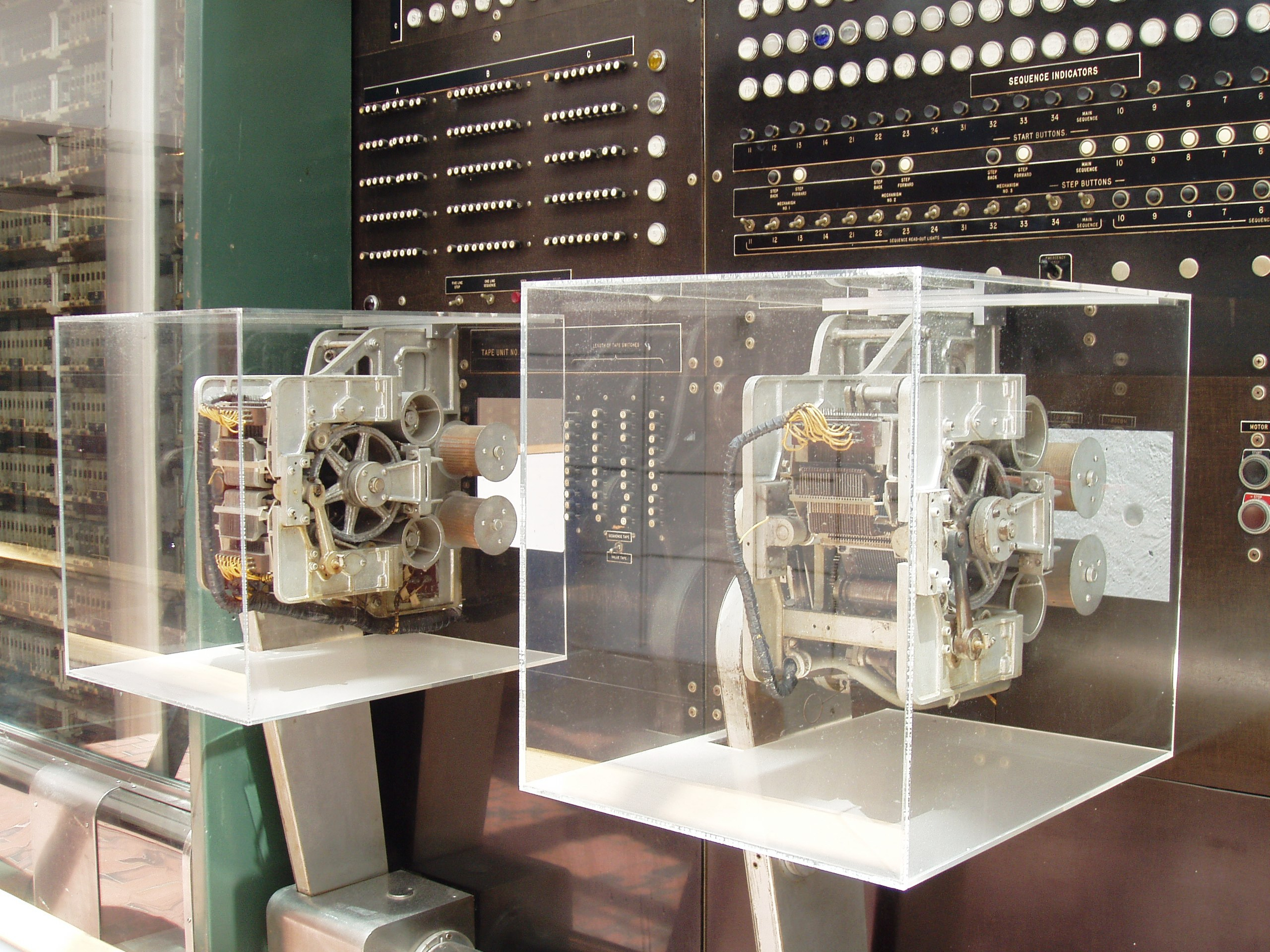
入出力制御部

Harvard Mark I (ハーバード マーク ワン) は、IBMのASCCとも呼ばれ、アメリカ初の電気機械式計算機である。
電気機械式のASCCはハワード・エイケンが考案し、IBMが製作し、ハーバード大学に1944年2月に出荷された。当初、アメリカ海軍の船舶局が計算に使用し、正式に大学に引き渡されたのは1944年8月7日である。

## 設計と構成
ASCCを構成しているのはスイッチ、リレー、歯車式の計算装置（タイガー計算器などの計算部分のような機構。英語版記事 en:Pinwheel calculator などを参照）、クラッチなどである。76万5000個の電気機械部品と数百kmの電線を使って作られ、全長16m、高さ2.4m、奥行きは約60cmである。その重量は約4.5tであった。基本計算装置は機械的に同期して動作するため、15.5mの軸で接続されていて、4kW（5馬力）の電動モーターで駆動される。IBMのアーカイブには次のように記されている。
Mark I の筐体（フレームカバー）はインダストリアルデザイナーのノーマン・ベル・ゲデスのデザインだった。エイケンはこのような精巧な筐体は資源の浪費だと考えており、戦時中の計算需要の高さから、筐体に払う金（グレース・ホッパーによれば50万ドル）があったら追加の計算装置を構築できたのにと言っていた。

## 動作
Mark I には、24個のスイッチが60セットあり、それらを使って手動でデータを入力する。23桁の十進数を72個格納でき、一秒間に3回の加算または減算ができる。乗算には6秒かかり、除算は15.3秒、対数や三角関数の計算には1分以上かかった。
Mark I は24チャンネルのさん孔テープから命令を順次読み取り、実行する。条件分岐命令はなく、複雑なプログラムは物理的にも長いテープを必要とした。ループはプログラムの記されているテープの終端をテープの先端に物理的につなげて本当にループを形成させていた。このようにデータと命令を分離することをハーバード・アーキテクチャと呼ぶ。Mark I の最初のプログラマはリチャード・ミルトン・ブロック、ロバート・キャンベル、グレース・ホッパーであった。

## 命令フォーマット
24チャンネルの入力テープは、それぞれ8チャンネルの3フィールドに分割されている。各アキュムレータ、各スイッチ群、入出力に対応しているレジスタ群、演算装置にはそれぞれ一意なインデックス番号が付与されている。それらの番号が制御テープ上で二進法で表現されている。第1フィールドは操作の結果が格納される場所のインデックス番号を二進法で表したもので、第2フィールドは操作の元となるデータが格納されている場所（のインデックス番号を二進法で表したもの）、第3フィールドは実行すべき操作に対応する「命令コード」である。

## エイケンとIBM
エイケンは報道機関への発表で、自身が単独で Mark I を「発明」したと記した。実際にはクレア・レイクやフランク・ハミルトンといったIBMの技術者も様々な部品の設計を助けていたが、エイケンが発表の中で触れたIBMの人物はジェームズ・W・ブライスだけだった。トーマス・J・ワトソンはこれに怒り、1944年8月7日の開所式にもしぶしぶ出席した。エイケンはその後、IBMの支援を得ずに後継機を構築することを決め、ASCCは一般に Harvard Mark I の名で知られるようになった。その後IBMはSSECの開発に向かい、新技術の評価を行うと同時に世間の注目を集めようとした。

## 後継
その後 Mark I の後継として、Mark II（1947年または1948年）、Mark III/ADEC（1949年9月）、Mark IV（1952年）が開発された。全てエイケンの仕事である。Mark II は Mark I を改良したものだが、相変わらず電気機械式のリレーを使っている。Mark III は、大部分を真空管やクリスタル・ダイオードなどの電子部品で構成し、Mark IV では完全に電子化され半導体部品を使っている。Mark III と Mark IV は磁気ドラムメモリを使い、Mark IV はさらに磁気コアメモリを使っていた。Mark II と Mark III はアメリカ海軍の基地に納入された。Mark IV はアメリカ空軍のために製作されたが、ハーバードに残された。
Mark I はすでに分解されているが、その一部はハーバードのキャボット・サイエンス・センターに残されている。